# Курзенков, Сергей Георгиевич
Серге́й Гео́ргиевич Курзенко́в (1911—1981) — советский лётчик-ас истребительной авиации ВВС ВМФ СССР в годы Великой Отечественной войны. Герой Советского Союза (24.07.1943). Полковник (13.09.1950).

## Краткая биография
Родился 24 июня (7 июля) 1911 года в городе Омске в семье рабочего-текстильщика. Русский. Старший брат Героя Советского Союза Александра Курзенкова (1920—1945), их младший брат Николай (1925) также стал военно-морским лётчиком и в конце Великой Отечественной войны служил в ВВС Черноморского флота. Хотя отец был рабочим из Московской губернии, семья в начале XX века после 1906 года уехала в Сибирь на волне переселенчества. После рождения Сергея семья перебралась ещё дальше на восток и несколько лет жила на станции Зима в Иркутской губернии, там родился брат Александр. Однако после Гражданской войны в 1922 году Курзенковы вернулись на родину в деревню Таширово Наро-Фоминского уезда Московской губернии.
Окончил школу-семилетку в 1927 году, школу ФЗУ в 1929 году. С 1929 года работал подмастерьем на Наро-Фоминской ткацкой фабрики, а когда окончил в 1931 году 1-е Всесоюзные курсы по подготовке специалистов текстильной промышленности при Ленинградском текстильном институте  — стал мастером этой фабрики. С 1932 года — заведующий производственным обучением на прядильно-ткацкой фабрики в городе Наро-Фоминске Московской области. Член ВКП(б) с 1930 года. 
В Военно-Морском флоте СССР с августа 1933 года. В 1935 году окончил Военную школу морских лётчиков и лётчиков-наблюдателей РККА имени И. Сталина в Ейске. Как один из лучших выпускников, после окончания училища в декабре 1935 года был оставлен в нём лётчиком-инструктором. В январе 1939 года был переведён инструктором-лётчиком в Военно-морское авиационное училище имени С. А. Леваневского, позднее стал там же командиром звена. Перед войной одновременно учился на заочном факультете командно-штурманского состава Военно-воздушной академии, но из-за начала войны не окончил.
На фронтах Великой Отечественной войны с октября 1941 года. Тогда был назначен командиром звена 72-го смешанного авиационного полка ВВС Северного флота. В октябре 1941 года его перевели пилотом в 78-й истребительный авиационный полк ВВС ВМФ. Летал на ленд-лизовском истребителе «Харрикейн». 
В конце 1941 года по ошибке сбил свой самолёт Пе-2, был обвинён в преступной халатности. Дело было передано в военный трибунал, однако благодаря вмешательству командира полка Б. Ф. Сафонова его удалось прекратить. 
В июне 1942 года его вернули во 2-й гвардейский смешанный авиационный полк ВВС Северного флота (бывший 72-й сап ВВС СФ, которому в январе 1942 года было присвоено гвардейское звание) на должность пилота. Вскоре он стал заместителем командира эскадрильи, а в октябре 1942 года полк преобразован во 2-й гвардейский истребительный авиационный полк ВВС Северного флота. В ноябре 1942 года переведён на должность заместителя командира 78-го истребительного авиационного полка ВВС ВМФ. Первую победу одержал в бою 4 марта 1942 года, все победы одержал в период март—июнь 1942 года.
Помощник командира 78-го истребительного авиаполка ВВС Северного флота (6-я истребительная авиадивизия ВВС Северного флота) капитан Курзенков С. Г. к марту 1943 года совершил 209 боевых вылетов, в 20 воздушных боях уничтожил 9 и повредил 4 самолёта противника. 7 боевых вылетов совершил на штурмовку аэродрома Луостари, где уничтожил капонир с самолётом, домик лётного состава и ещё один самолёт на земле повредил.
28 февраля 1943 года при подлёте к своему аэродрому его самолёт по ошибке сбил снаряд советского зенитного орудия. Курзенков выпрыгнул с парашютом, но в момент раскрытия купола лямки парашюта оборвались, и лётчик с высоты 700 метров упал на сильно заснеженный склон сопки, что и спасло ему жизнь. Тем не менее лётчик получил тяжелейшие травмы, был спасён флагманским хирургом Северного флота Д. А. Араповым (выполнено 14 операций, пришлось удалить разорванную почку) и до августа 1943 года находился в госпитале, после чего был списан с лётной работы по состоянию здоровья.
Указом Президиума Верховного Совета СССР от 24 июля 1943 года «за образцовое выполнение боевых заданий Командования на фронте борьбы с немецкими захватчиками и проявленные при этом отвагу и геройство», капитану Курзенкову Сергею Георгиевичу присвоено звание Героя Советского Союза с вручением ордена Ленина и медали «Золотая Звезда».
С августа 1943 года служил начальником отделения в Управлении боевой подготовки и военных учебных заведений Главного управления ВВС ВМФ, с апреля 1946 — старшим офицером отдела боевой подготовки Управления ПВО ВМФ, с июня 1949 года — офицером оперативного отдела штаба авиации ВМФ. В августе 1950 года уволен в запас.
В 1956 году окончил Московский литературный институт имени Горького и занялся литературной деятельностью, автор нескольких книг. Будучи студентом Литературного института написал критическую рецензию «Во власти бессмыслицы и рока» о повести Э.Казакевича «Сердце друга», опубликованную в газете «Московский комсомолец» 4 апреля 1953 года. 
Жил и работал в Москве. Скончался 18 ноября 1981 года. Урна с прахом захоронена в колумбарии на Ваганьковском кладбище.

## Награды
- медаль «Золотая Звезда» Героя Советского Союза (24.07.1943)
- орден Ленина (24.07.1943)
- два ордена Красного Знамени (22.05.1942; 2.06.1942)
- орден Отечественной войны I степени[11]
- орден Красной Звезды (20.06.1949)
- ряд медалей СССР
- Военно-морской крест (США; 23.6.1943)[12]

## Сочинения
- [militera.lib.ru/memo/russian/kurzenkov_sg/ Курзенков С. Г. Под нами — земля и море]. — М.: Воениздат, 1960. — 162 с.[13]
- Курзенков С. Г. Рассказы о летчиках. — М., 1960. — (Библиотечка журнала «Советский моряк»).
- Курзенков С. Г. Особое задание: Рассказы о летчиках. — М.: Советская Россия, 1963.
- Курзенков С. Г. Рассказы летчика. — М.: Воениздат, 1965. — (Библиотечка журнала «Советский воин»).
- Курзенков С. Г. Воздушный ас [О дважды Герое Советского Союза Б. Сафонове]. — М.: Издательство ДОСААФ, 1966.
- Курзенков С. Г. Корабли салютуют герою. // Рассказы о партии: в 3 т. — 2-е изд., доп. — М.: Политиздат, 1977. — Т. 2. — С. 342—360.
- Agdflieger. / Oberst Sergei Georgijewitsch Kursenkow, Generalmajor Arseni Wassiljewitsch Woroshejkin; Ins Deutsch. übertr. von Harald Krehahn und Heinz Kübart. — Berlin: Deutsch. Militärverl., 1964.

## Память
- Бюст С. Г. Курзенкова, в числе 53-х лётчиков-североморцев, удостоенных звания Героя Советского Союза, установлен в пос. Сафоново на Аллее Героев около музея ВВС СФ.
- Именем Братьев Курзенковых названа улица в Наро-Фоминске[14].
- В Наро-Фоминске на пересечении улиц маршала бронетанковых войск П. П. Полубоярова и Братьев Курзенковых установлена памятная стела.
- На Аллее славы Героев-нарофоминцев установлен обелиск в честь Героя Советского Союза Сергея Георгиевича Курзенкова (2014).
- Имя Героя Советского Союза С. Г. Курзенкова присвоено самолёту МиГ-31 174-го Гвардейского Краснознамённого Печенгского истребительного авиационного полка имени Б. Ф. Сафонова.